# 29787 Timrenier
A 29787 Timrenier (ideiglenes jelöléssel (29787) 1999 CR57) a Naprendszer kisbolygóövében található aszteroida. A LINEAR projekt keretében fedezték fel 1999. február 10-én.